# Ruyigi
Ruyigi es una ciudad del este de Burundi. Es la capital de la provincia de Ruyigi y quinta ciudad por población del país con alrededor de 37 000 habitantes.